# Oleksandr Ponomarov
Pour les articles homonymes, voir Ponomarev.
Oleksandr Semenovytch Ponomarov (en ukrainien : Oлександр Семенович Пономарьов) ou Aleksandr Semionovitch Ponomariov (en russe : Александр Семёнович Пономарёв), né le 23 avril 1918 à Horlivka en République populaire ukrainienne et mort le 7 juillet 1973 à Moscou, en RSFSR, est un joueur et entraîneur de football soviétique (ukrainien). Son fils Volodymyr fut aussi un international soviétique entre 1964 et 1969.

## Statistiques
| Saison                | Club                      | Championnat           | Championnat | Championnat | Coupe(s) nationale(s) | Coupe(s) nationale(s) | Total | Total |
| Saison                | Club                      | Division              | M.          | B.          | M.                    | B.                    | M.    | B.    |
| 1936                  | Stakhanovets Stalino      | D3                    | 1           | 1           | -                     | -                     | 1     | 1     |
| 1936                  | Spartak Kharkov           | D3                    | 2           | 0           | -                     | -                     | 2     | 0     |
| Sous-total            | Sous-total                | Sous-total            | 3           | 1           | -                     | -                     | 3     | 1     |
| 1936                  | Dzerjinets-STZ Stalingrad | D4                    | 4           | 3           | 3                     | 5                     | 7     | 8     |
| 1937                  | Traktor Stalingrad        | D4                    | 11          | 9           | 2                     | 2                     | 13    | 11    |
| 1938                  | Traktor Stalingrad        | D1                    | 24          | 19          | -                     | -                     | 24    | 19    |
| 1939                  | Traktor Stalingrad        | D1                    | 25          | 10          | 1                     | 0                     | 26    | 10    |
| 1940                  | Traktor Stalingrad        | D1                    | 23          | 16          | -                     | -                     | 23    | 16    |
| Sous-total            | Sous-total                | Sous-total            | 87          | 57          | 6                     | 7                     | 93    | 64    |
| 1941                  | Profsoïouzy-1 Moscou      | D1                    | 9           | 2           | -                     | -                     | 9     | 2     |
| Sous-total            | Sous-total                | Sous-total            | 9           | 2           | -                     | -                     | 9     | 2     |
| 1944                  | Torpedo Moscou            | -                     | -           | -           | 3                     | 2                     | 3     | 2     |
| 1945                  | Torpedo Moscou            | D1                    | 18          | 7           | 2                     | 1                     | 20    | 8     |
| 1946                  | Torpedo Moscou            | D1                    | 21          | 18          | 3                     | 2                     | 24    | 20    |
| 1947                  | Torpedo Moscou            | D1                    | 18          | 7           | 4                     | 3                     | 22    | 10    |
| 1948                  | Torpedo Moscou            | D1                    | 26          | 19          | 3                     | 5                     | 29    | 24    |
| 1949                  | Torpedo Moscou            | D1                    | 30          | 23          | 5                     | 4                     | 35    | 27    |
| 1950                  | Torpedo Moscou            | D1                    | 20          | 9           | 2                     | 1                     | 22    | 10    |
| Sous-total            | Sous-total                | Sous-total            | 133         | 83          | 22                    | 18                    | 155   | 101   |
| 1951                  | Chakhtior Stalino         | D1                    | 28          | 15          | 5                     | 2                     | 33    | 17    |
| 1952                  | Chakhtior Stalino         | D1                    | 10          | 4           | 1                     | 0                     | 11    | 4     |
| 1954                  | Chakhtior Stalino         | D2                    | 10          | 3           | -                     | -                     | 10    | 3     |
| Sous-total            | Sous-total                | Sous-total            | 48          | 22          | 6                     | 2                     | 54    | 24    |
| Total sur la carrière | Total sur la carrière     | Total sur la carrière | 280         | 165         | 34                    | 27                    | 314   | 192   |

## Palmarès
Palmarès de joueur
 Torpedo Moscou
- Vainqueur de la Coupe d'Union soviétique en 1949.

Palmarès d'entraîneur
 Dynamo Moscou
- Champion d'Union soviétique en 1963.

 Union soviétique
- Finaliste du Championnat d'Europe en 1972.
- Médaillé de bronze aux Jeux olympiques d'été de 1972.